# Nanocircuiti
I nanocircuiti sono circuiti elettrici in scala nanometrica, ben dentro il regno quantico. Un nanometro è uguale a 10-9 metri o ad una fila di 10 atomi di idrogeno. Con i circuiti sempre più piccoli, vi è la capacità di adattarne di più su un chip di computer. Ciò consente funzioni più complesse utilizzando meno energia e maggiore velocità di calcolo. I nanocircuiti sono organizzati in tre parti distinte: transistor, interconnessioni e architettura, tutti distribuiti su scala nanometrica.

## Vari approcci alla nanocircuiteria
Sono state fatte una varietà di proposte per realizzare in diverse forme la nanocircuiteria, compresi i transistor a singolo elettrone, gli automi cellulari a punto quantico e i crossbar latches su nanoscala. Tuttavia, è probabile che gli approcci a breve termine saranno basati sull'incorporazione di nanomateriali per migliorare la progettazione dei MOSFET, che attualmente costituiscono la base della maggior parte dei progetti di circuiti analogici e digitali, e il ridimensionamento al quale porta la legge di Moore. Un articolo di giornale  relativo al progetto MOSFET e al suo futuro è stato pubblicato nel 2004, confrontando diverse geometrie di MOSFET in scala ridotta, notando che i FET a canale verticale con sezione circolare sono ottimali per la riduzione della scala. Questa configurazione è in grado di essere implementata con un'elevata densità utilizzando canali cilindrici verticali di semiconduttori con diametri in nanoscala, mentre la Infineon Technologies e la Samsung hanno iniziato la ricerca e lo sviluppo in questa direzione come risulta in alcuni brevetti di base  utilizzando nanofili e nanotubi di carbonio nel progettare i MOSFET. In un approccio alternativo , la Nanosys è una nuova società che usa la deposizione basata sulla soluzione e i processi di allineamento per modellare apparati prefabbricati di nanocavi su un substrato che serve come canale laterale per un FET. Pur non essendo in grado di scalabilità come i singoli nanocavi FET, l'uso di nanofili multipli prefabbricati per canale aumenta con regolarità, riducendo i costi di produzione, dato che possono essere utilizzati processi di stampa di grande volume per depositare i nanofili a una temperatura inferiore rispetto alle procedure di fabbricazione convenzionali. Inoltre, a causa della deposizione a temperatura più bassa, può essere utilizzata una più ampia varietà di materiali (per es. i polimeri) come substrato portante per i transistor, aprendo la porta alle applicazioni elettroniche flessibili come la carta elettronica, lo schermo piatto pieghevole e le celle solari di grande area.

## Metodi di produzione
Uno dei concetti fondamentali per la comprensione dei nanocircuiti è la formulazione della legge di Moore. Questo concetto è sorto quando il cofondatore dell'Intel, Gordon Moore, si è interessato del costo dei transistor, cercando di sistemarne quanti più possibili su un unico chip. Si viene così a stabilire che il numero di transistor che possono essere realizzati su un circuito integrato di silicio — e quindi la velocità di elaborazione di un tale circuito — raddoppia ogni 18-24 mesi. Più transistor si impiantano su un circuito, più veloce il computer funzionerà. Per questo motivo gli scienziati e gli ingegneri stanno lavorando insieme per produrre questi nanocircuiti in modo che milioni e forse perfino miliardi di transistor siano in grado di adattarsi in un solo chip. Nonostante quanto positivo questo possa sembrare, ci sono molti problemi che sorgono quando molti transistor vengono impacchettati tutti insieme. Con circuiti di così piccola taglia, si tende ad avere più problemi rispetto ai circuiti più grandi, ovvero, molti più difetti. I circuiti in nanoscala sono più sensibili alle variazioni di temperatura, ai raggi cosmici e alla interferenza elettromagnetica, rispetto ai circuiti attuali. In primo luogo, in base a quanti più transistor vengono impacchettati su un solo chip, il loro sviluppo verrà arrestato o rallentato fortemente a causa dello sviluppo di fenomeni come i segnali vaganti sul chip, la necessità di dissipare il calore in così tanti dispositivi impacchettati strettamente e la difficoltà di creare dispositivi. Molti ritengono che il mercato dei nanocircuiti raggiungerà l'equilibrio intorno al 2015. A questo punto si ritiene che il costo di un impianto di fabbricazione possa arrivare fino a 200 miliardi di dollari. Ci sarà un momento in cui il costo per la fabbricazione di circuiti ancora più piccoli sarà troppo alto e la velocità dei computer raggiungerà un massimo. Per questa ragione, molti scienziati ritengono che la legge di Moore non si manterrà per sempre e presto raggiungerà un picco massimo.
Nel produrre questi nanocircuiti, vi sono implicati molti aspetti. La prima parte della loro organizzazione inizia con transistor, la maggior parte dei quali, nell'attuale elettronica, utilizza transistor basati sul silicio. I transistor sono parte integrante dei circuiti dove servono per controllare il flusso di elettricità, trasformando i segnali elettrici deboli in forti e controllando inoltre la corrente elettrica in quanto possono attivarla o meno, oppure amplificare i segnali. I circuiti attualmente usano il silicio come transistor dato che può essere facilmente commutato in stati di conduzione e di non-conduzione. Tuttavia, nel settore della nanoelettronica, i transistor potrebbero essere molecole organiche o strutture inorganiche su scala nanometrica. I semiconduttori, che fanno parte dei transistor, stanno per essere fatti con molecole organiche allo stato nano.
Il secondo aspetto dell'organizzazione del nanocircuito è l'interconnessione, ovvero, operazioni logiche e matematiche e fili che collegano insieme i transistor. Nei nanocircuiti, i nanotubi e altri cavi di spessore dell'ordine del nanometro vengono utilizzati per collegare insieme i transistor. Per alcuni anni i nanofili sono stati fabbricati con il carbonio. Negli anni precedenti, i transistor e i nanofili venivano messi insieme per produrre il circuito. Tuttavia, gli scienziati sono stati capaci di produrre un nanofilo che includevano transistor. Nel 2004, il pioniere della nanotecnologia, Charles Lieber e la sua équipe, alla Harvard University, hanno fabbricato un nanofilo — 10.000 volte più sottile di un foglio di carta — che contiene una stringa di transistor. In sostanza, i transistor e i nanocavi sono già pre-cablati in modo da eliminare il difficile compito di cercare di collegare i transistor insieme ai nanofili.
L'ultima parte dell'organizzazione del nanocircuito è l'architettura. Questa è stata spiegata come la maniera globale in cui sono collegati transistor, in modo che il circuito si possa collegare a un computer o a un altro sistema e operare in modo indipendente rispetto ai dettagli di livello inferiore.
Essendo i nanocircuiti così piccoli, essi sono destinati a errori e difetti. Gli scienziati hanno escogitato un modo per aggirare questo. La loro architettura combina circuiti che hanno porte logiche ridondanti e interconnessioni con la capacità di riconfigurare le strutture a più livelli in un chip. La ridondanza permette al circuito di identificare i problemi e di auto-riconfigurarsi in modo che possa evitare ulteriori problemi a sé stesso. Ciò consente anche errori all'interno della porta logica e farla funzionare comunque correttamente senza portare a risultati sbagliati.

## Applicazioni potenziali e svolte importanti
Gli scienziati indiani hanno recentemente sviluppato il più piccolo transistor al mondo, che sarà utilizzato nei nanocircuiti. Il transistor è realizzato interamente con nanotubi di carbonio, i quali vengono arrotolati in fogli di atomi di carbonio e sono un migliaio di volte più sottili di un capello umano.
Normalmente i circuiti usano dei transistor a base di silicio, ma questi presto sostituiranno quelli. Il transistor ha due diversi rami che si incontrano in un unico punto, quindi costituendo una forma a Y. La corrente può scorrere dappertutto in entrambe le diramazioni ed è controllata da un terzo ramo che consente o no la tensione (on e off). Questa nuova svolta può permettere ai nanocircuiti di conservare completamente il loro nome in quanto possono essere realizzati interamente da nanotubi. Prima di questa scoperta, i circuiti logici utilizzavano nanotubi, ma necessitavano di porte in metallo per essere in grado di controllare il flusso della corrente elettrica.
Probabilmente la più grande potenziale applicazione dei nanocircuiti ha a che fare con i computer e con l'elettronica. Scienziati e ingegneri sono sempre alla ricerca di come costruire computer più veloci. Alcuni pensano che a breve termine, si potrebbero vedere già ibridi di micro e nano: il silicio con un nano core — forse una memoria di computer ad alta densità che conservi i suoi contenuti per sempre. A differenza del progetto del circuito convenzionale, che procede dal blueprint al modello fotografico per chip, la progettazione del nanocircuito probabilmente inizierà con il chip — un guazzabuglio a casaccio che arriva a contenere fino a 1024 componenti e fili, dei quali non tutti funzioneranno — scolpendoli gradualmente dentro un dispositivo utile.  
Invece del tradizionale top-down, l'approccio bottom-up sarà probabilmente presto adottato a causa della dimensione sottile di questi nanocircuiti. Non tutto nel circuito probabilmente funzionerà perché, a livello nanometrico, i nanocircuiti risulteranno più difettosi e imperfetti a causa della loro compattezza. Gli scienziati e gli ingegneri hanno creato tutti i componenti essenziali dei nanocircuiti quali transistor, porte logiche e diodi, tutti costruiti con molecole organiche, nanotubi di carbonio e semiconduttori a nanofilo. L'unica cosa che resta da fare è trovare un modo per eliminare gli errori che si creano con un tale piccolo dispositivo e i nanocircuiti diventeranno un aspetto di tutta l'elettronica. Tuttavia, alla fine ci sarà un limite su quanto piccoli i nanocircuiti possano diventare e i computer e l'elettronica raggiungeranno la loro velocità di equilibrio.

## Impatto economico
Con i grandi miglioramenti nella riduzione delle dimensioni dei circuiti, arriva un aumento del costo per produrre questi nano-componenti. Gli scienziati credono che un giorno la facilità di fabbricazione dei nanocircuiti potrebbe costare così tanto da superare i 200 miliardi di dollari. Il costo maggiorato deriva dalla difficoltà di produrre circuiti che richiedano più tempo e sforzi rispetto a circuiti di oggi. L'impianto di fabbricazione creerà un nanocircuito grossolano — miliardi su miliardi di dispositivi e cavi il cui funzionamento è piuttosto limitato. Dall'esterno apparirà come una massa informe di materiale con una manciata di fili sporgenti. Alla fine la teoria della Legge di Moore dovrà raggiungere l'equilibrio con i metodi di fabbricazione attualmente in uso. I circuiti saranno solo in grado di essere così veloci e piccoli senza creare gravi problemi. Anche il costo per la produzione di nanocircuiti migliori aumenterà ulteriormente quanto più soldi saranno necessari per sviluppare nuovi metodi di fabbricazione e nuovi modi di progettarli più rapidamente. Fino ad allora, le aziende come la Intel continueranno a prosperare nel settore del nano-business, promettendo chip più veloci e migliori dei loro simili. I nanocircuiti possono ancora avere i loro problemi, ma questo non fermerà le industrie nella loro produzione di massa, fino a diventare tecnologicamente le più avanzate con il prodotto più veloce.